# ماجد نصيب
ماجد نصيب لاعب كرة قدم سعودي ، يلعب في مركز الدفاع .
كانت بداياته مع نادي الوطني و إنتقل بعدها إلى نادي الصقور .